# Самервілл (Техас)
Самервілл (англ. Somerville) — місто (англ. city) в США, в окрузі Берлесон штату Техас. Населення — 1312 особи (2020).

## Географія
Самервілл розташований за координатами 30°20′47″ пн. ш. 96°31′53″ зх. д. / 30.34639° пн. ш. 96.53139° зх. д. (30.346518, -96.531282).  За даними Бюро перепису населення США в 2010 році місто мало площу 7,75 км², з яких 7,70 км² — суходіл та 0,05 км² — водойми.

## Демографія
Згідно з переписом 2010 року, у місті мешкало 1376 осіб у 550 домогосподарствах у складі 374 родин. Густота населення становила 178 осіб/км².  Було 683 помешкання (88/км²).
Расовий склад населення:
| - 62,3 % — білих - 25,4 % — чорних або афроамериканців - 0,9 % — корінних американців - 0,1 % — вихідців з тихоокеанських островів - 0,1 % — азіатів - 8,6 % — осіб інших рас |

До двох чи більше рас належало 2,5 %. Частка іспаномовних становила 26,5 % від усіх жителів.
За віковим діапазоном населення розподілялося таким чином: 21,9 % — особи молодші 18 років, 60,5 % — особи у віці 18—64 років, 17,6 % — особи у віці 65 років та старші. Медіана віку мешканця становила 43,1 року. На 100 осіб жіночої статі у місті припадало 97,7 чоловіків;  на 100 жінок у віці від 18 років та старших — 94,4 чоловіків також старших 18 років.
Середній дохід на одне домашнє господарство  становив 48 391 долар США (медіана — 40 375), а середній дохід на одну сім'ю — 50 012 долари (медіана — 44 914). За межею бідності перебувало 19,7 % осіб, у тому числі 21,2 % дітей у віці до 18 років та 34,0 % осіб у віці 65 років та старших.
Цивільне працевлаштоване населення становило 638 осіб. Основні галузі зайнятості: освіта, охорона здоров'я та соціальна допомога — 33,7 %, виробництво — 11,8 %, роздрібна торгівля — 8,9 %, будівництво — 8,2 %.